# Ресурси і запаси цинку
Ресурси і запаси цинку (рос. ресурсы и запасы цинка, англ. zinc resources and reserves; нім. Ressourcen f pl und Vorräte m pl an Zink).

## Загальна характеристика
Світові ресурси цинку до початку 1998 р., за оцінкою Гірничого бюро США, становили 1,9 млрд т. Вони зосереджені переважно в Канаді, США, Росії, Перу, Казахстані, Китаї, Індії, Іспанії, Польщі, Ірані, ПАР, Мексиці і Марокко. Загальні запаси цинку у світі на початок 2002 р. враховані у 72 країнах і становили 457,8 млн т (у 1998 р. — 493 млн т).
Табл. 1. Запаси цинку на межі ХХ–XXI ст. (тис. т)
| Континенти   | Запаси підтв. | Частка в світі, % | Запаси загальні |
| Європа       | 40413         | 14,6              | 65839           |
| Азія         | 99491         | 35,9              | 168642          |
| Африка       | 17810         | 6,4               | 35264           |
| Америка      | 63920         | 23,1              | 136333          |
| Австр. і Ок. | 38040         | 13,7              | 64040           |
| Разом        | 276874        | 100               | 492818          |

Не менше 70 % світових загальних запасів цинку припадає на 11 країн: Австралію, Канаду, Росію, Китай, США, Казахстан, Ірландію, Індію, ПАР, Польщу і Північну Корею.
Підтверджені запаси цинку у світі на початок 2002 р. становили 249, 4 млн т (у 1998 р. — 277 млн т), з яких бл. 62 % зосереджено в 8 країнах: Росії, Австралії, Казахстані, Канаді, США, Китаї, Індії і ПАР; в кожній з цих країн запаси цинку перевищують 10 млн т. В Україні загальні запаси становлять 1,47 млн т, підтверджені — 0,694 млн т.
За оцінкою Гірничого бюро США, запаси цинку (Reserves) на початок 2001 р. становили 190 млн т, а резервна база (Reserve base) — 430 млн т.
Родовища цинку, як і родовища свинцю, належать в основному до шести геолого-промислових типів: колчеданно-поліметалічного у вулканогенно-осадових породах, колчеданно-поліметалічного в теригенних і карбонатно-теригених породах, свинцево-цинкового «стратиформного» в карбонатних породах, залізо-марганець-барит-колчеданно-металічного у вуглисто-кременисто-карбонатних породах, скарново-поліметалічного в карбонатних породах і поліметалічного жильного в різних за складом породах.
У родовищах першого типу сконцентровано 63 % світових запасів цинку; з них добувається бл. 48 % металу. У значних кількостях цинк добувається попутно з руд мідноколчеданних родовищ.
У світі є не менше 40 великих свинцево-цинкових родовищ із запасами цинку понад 1 млн т у кожному. Коротка характеристика найбільших з них наведена в табл.
Табл. 2. Коротка характеристика найбільших
родовищ цинку

## Регіони і країни
Австралія за загальними і підтвердженими запасами цинку займає у світі перше місце (відповідно 64,04 та 38,04 млн т). Основні запаси цинкових руд країни знаходяться в колчеданно-поліметалічних родовищах, локалізованих переважно в докембрійських метаморфічних комплексах: Гілтон, Маунт-Айза, Сенчері в штаті Квінсленд, Брокен-Гілл — у шт. Новий Південний Уельс, МакАртур-Рівер — у Північній Території. Велика частина запасів свинцево-цинкових руд цих родовищ сьогодні вже відпрацьована, проектних потужностей на початку XXI ст. досягають нові рудники — Кеннінґтон, Сенчері, Капок, Піллара, Елюра та інші.
Казахстан займає друге місце у світі за підтвердженими запасами цинку (27,2 млн т) і п'яте — за загальними — 32,8 млн т (після Австралії, США, Канади і Китаю). Останніми десятиріччями в країні розвідані, розробляються або готуються до освоєння родовища Жайрем, Чекмарь, Бестюбе, Текелі, Карагайли, Акжал та ін.
У Росії загальні запаси становлять 22,7 млн т, підтверджені 17,2 млн т. Приблизно 82 % запасів знаходиться в родовищах Східно-Сибірського і Уральського регіонів, інших 18 % — в межах Західно-Сибірського, Далекосхідного і Північно-Кавказького регіонів. Найбільші родовища цинку в Росії: Холоднинське, Озерне, Корбаліхінське, Гайське, Узельгинське, Учалинське та Миколаївське.
Руди цинку в Україні не видобуваються. Державним балансом запасів к.к. України враховується 3 комплексних родовища свинцю та цинку: Мужіївське, Берегівське і 1-е комплексне Пержанське родовище цинку. Перспективними є рудопрояви в межах Донецької складчастої споруди та південно-західного схилу Воронезького кристалічного масиву.